# Transport kolejowy w Toruniu
Transport kolejowy w Toruniu – linie, dworce, stacje oraz przystanki kolejowe w Toruniu.

## Charakterystyka
W Toruniu znajdują się trzy czynne stacje kolejowe: Toruń Główny (przy ul. Kujawskiej 1), Toruń Wschodni (przy pl. Fryderyka Skarbka 4) i Toruń Miasto (przy pl. 18 Stycznia 4).
Toruń ma dostęp do linii kolejowych: Kutno-Piła (18) oraz Poznań-Skandawa (353). Ruch na tych liniach obsługuje stacja Toruń Główny. Obie linie są liniami pierwszorzędnymi, zelektryfikowane i dwutorowe. Do Torunia Głównego dojeżdżają bezpośrednie pociągi z większości większych miast Polski. Transport kolejowy obsługuje również stacja Toruń Wschodni.
W Toruniu znajdują się również przystanku osobowe: Grębocin, Toruń Czerniewice, Toruń Katarzynka i Toruń Kluczyki.

## Historia
10 kwietnia 1860 rozpoczęto budowę Kolei Warszawsko-Bydgoskiej na odcinkach Bydgoszcz – Toruń i Toruń – Aleksandrów Kujawski. Odcinek łączący Bydgoszcz z Toruniem został ukończony 24 października 1861 roku. Pociąg zatrzymywał się przy stacji Toruń Przedmieście. W 1862 roku uruchomiono połączenie przez Otłoczyn do Warszawy. W marcu lub pod koniec 1868 roku zapadła decyzja o budowie mostu kolejowego. Prace ruszyły w 1870 roku. Oficjalne otwarcie mostu miało miejsce 14 sierpnia 1873 roku. Dzięki oddaniu mostu do użytku 15 sierpnia 1873 uruchomiono linię łączącą Poznań z Olsztynem. W tym samym roku oddano do użytku budynek dworca Toruń Przedmieście.
1 lipca 1882 roku oddano do użytku linię kolejową Toruń – Chełmża, stanowiącej fragment budowanej wówczas Kolei Miast Nadwiślańskich. W ramach tej linii wzniesiono Dworzec Mokre. W 1909 roku został zastąpiony dworcem Toruń Mokre, przemianowanym później na Toruń Mokre. Dworzec Mokre tymczasowo został zamknięty, po ponownym otwarciu zmienił nazwę na Toruń Stare Mokre oraz został zdegradowany do funkcji dworca towarowego.
W październiku 1878 roku otwarto przystanek Toruń Miasto. 1 września 1879 roku przystanek Toruń Miasto stał się dworcem. Przed marcem 1888 roku otwarto nowy budynek dworca Toruń Miasto (stary drewniany budynek sprzedano gminie staroluterańskiej, która przebudowała go na cerkiew).
W 1894 roku otwarto pierwszą linie kolei wąskotorową na poligonie toruńskim. 1 grudnia 1902 otwarto prywatną linię kolejową łączącą Toruń Mokre z Lubiczem, która była dzierżawiona przez Królewski Pruski Zarząd Kolei.
W 1925 roku stacja Toruń Przedmieście zmieniła nazwę na Toruń Główny.
Podczas II wojny światowej most był dwukrotnie wysadzany: przez Wojsko Polskie 7 września 1939 roku, a następnie przez Niemcy 30 stycznia 1945 roku. Most odbudowano tuż po wojnie.
Od 1894 do lat 70. XX wieku w Toruniu istniała kolej wąskotorowa.